# Кора Миннетт
Кора Миннетт (англ. Cora Minnett) — австралийская писательница, актриса и мошенница. Её настоящее имя — Минни Уоррен Джонс, но позже она взяла сценический псевдоним Кора Миннетт Вейн и писала под псевдонимом Пелью Хоукер (англ. Pellew Hawker). Она известна своими научно-фантастическими и фэнтезийными романами.

## Юные годы и образование
Минни Уоррен Джонс родилась в 1868 году, её местом рождения зарегистрирован Питтуотер в колонии Новый Южный Уэльс. Её родителями были Элиза Уоррен (1840–1902) и Джеймс Джонс, а её сестра, Рут Джонс, позже стала художницей и/или актрисой.

## Карьера
Джонс оставила школу в 19 лет и в 1888 году начала карьеру театральной актрисы под именем Кора Миннетт Вейн. В 1892 году в Сиднее она вышла замуж за Адольфуса Дж. Брэггетта, но через несколько лет рассталась с ним и вернулась на сцену как Кора Миннетт. Её агентом, а впоследствии и менеджером, был Герберт Коуэлл, который сказал, что он актёр, родившийся в Новой Зеландии. Они встретились в Мельбурне в 1907 году, в том же году, когда она развелась с Брэггеттом в Новом Южном Уэльсе.
В 1910 году она переехала в Лондон, где жила по адресу Сент-Джордж-сквер, дом 117. Она зарегистрировалась в телефонной книге как журналистка и писательница и начала писать романы под именами Кора Миннетт и Пелью Хоукер. Она также писала статьи для Answers, Ladies’ Home Journal и Ladies’ Home Companion. 
Она также рекламировала свои услуги ясновидящей.
Действие её научно-фантастического романа 1911 года «Послезавтра» происходит в Америке, которая стала монархией, в 1975 году. В этом мире женщины пользуются равными правами с мужчинами, и это считается примером ранней феминистской утопической научной фантастики. Считается, что он относится к поджанру «Pax Aeronautica». 
«Пояс Кафа» (1912) — стихотворная фантазия о загробной жизни. 
16 апреля 1914 года в Northern Territory Times and Gazette Миннетт опубликовала рассказ и стихотворение под названием «Провал» (англ. The Failure).

## Финансовые махинации
По-видимому, Миннетт занималась мошенничеством в Англии, открыв офис в Стрэнде и продавая жертвам несуществующие или неправильно описанные участки земли в Австралии. Она отправилась в Австралию и открыла счёт в Коммерческом банке Австралии в Сиднее на имя Пеллен Хокер, позже переведя счёт в их лондонский офис. Она также ездила в Канаду, чтобы осмотреть тамошние земельные участки.
Несколько инвесторов расстались со своими деньгами, включая некоего г-на Уайта, который впоследствии подал на неё в суд, требуя вернуть ему 373 фунта стерлингов. Уолтер Робсон, кассир Коммерческого банка Австралии, дал ей взаймы 2700 фунтов стерлингов, ожидая погашения долга за счёт прибыли от её компании в 1914 году. Однако Робсон украл деньги из банка, чтобы заплатить ей. Миннетт и Герберт Коуэлл, выдававшие себя за брата и сестру, перевели деньги на разные счета, но безуспешно. В 1914 году она предстала перед судом в Лондоне за кражу 2700 фунтов стерлингов, которые Робсон якобы незаконно передал ей из Коммерческого банка Австралии. 
В ходе судебного разбирательства выяснилось, что Миннетт сообщила управляющему банка, что потратила 3000 фунтов стерлингов, полученных от Робсона, на развлечения суфражисток, намереваясь использовать движение для вербовки большего числа эмигрантов в Австралию в рамках своей масштабной программы по переселению. Она также намеревалась провести своего «брата» (Коуэлла) в Палату общин. Робсон был приговорён к 18 месяцам тюремного заключения. Адвокаты Миннетт заявили, что она не знала, что деньги, которые она получила от Робсона, были украдены, полагая, что это был заём. Однако ей и Коуэллу (который также выступал под именем Герберт Хоукер) был предъявлен иск с требованием вернуть украденные деньги. Судья постановил, что она и Коуэлл обязаны вернуть деньги в банк, поскольку они пытались скрыть их существование и должны были знать, что кассир банка обычно не имеет доступа к таким крупным суммам денег. В мае 1914 года Миннетт обжаловала приговор.

## Дальнейшая жизнь
Миннетт жила в Англии в 1918 году, но никаких дальнейших записей о её существовании не сохранилось.

## Произведения

### Под именем Cora Minnett
- The Haunted Selection and other verses. Melbourne, Victoria, McCarron, Bird & Co., c.1900[14].
- The Day After To-morrow. London, F. V. White & Co., 1911.
- Lucky, with Pellew Hawker, illus. A. MacNeill-Barbour. London, F. V. White & Co., 1911.
- The Model Millionaire. London, W. J. Ham-Smith, 1911[15].
- Fortune-Telling by Numbers. London, C. Arthur Pearson, 1912.
- The Girdle of Kaf (verse). London, W. J. Ham-Smith, 1912[16].

### Под именем Pellew Hawker
- God Disposes. London, Stanley Paul & Co., 1911[17].
- Lucky, with Cora Minnett.